# San Antonio de Peñitas
San Antonio de Peñitas är en ort i Mexiko.   Den ligger i kommunen Iturbide och delstaten Nuevo León, i den centrala delen av landet, 600 km norr om huvudstaden Mexico City. San Antonio de Peñitas ligger 1 161 meter över havet och antalet invånare är 144.
Terrängen runt San Antonio de Peñitas är kuperad åt sydväst, men åt nordost är den bergig. San Antonio de Peñitas ligger nere i en dal. Runt San Antonio de Peñitas är det mycket glesbefolkat, med 4 invånare per kvadratkilometer. Närmaste större samhälle är Rancho Viejo y la Palma, 12,5 km öster om San Antonio de Peñitas. Trakten runt San Antonio de Peñitas består i huvudsak av gräsmarker.